# Cytometri

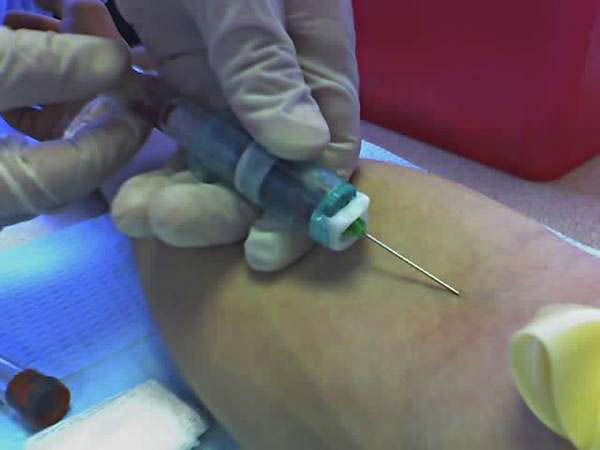
En cytometer är ett instrument som räknar blodkroppar i ett vanligt blodprov.

Cytometri är en metod som används för att mäta antal och egenskaper hos celler. De parametrar som kan mätas med cytometriska metoder inkluderar cellstorlek, cellantal, cellmorfologi (form och struktur), cellcykelfas, DNA-innehåll och förekomsten eller frånvaron av specifika proteiner på cellytan eller i cytoplasman. Cytometri används bland annat till att karakterisera och kvantifiera blodkroppar i vanliga blodprov, till exempel i blodstatusprov. På liknande sätt används cytometri också i cellbiologisk forskning och i medicinsk diagnostik för att karakterisera eller identifiera celler som är associerade med sjukdomar, till exempel cancer och AIDS.[källa behövs]

## Cytometriska apparater

### Bildcytometrar
Bildcytometri är den äldsta formen av cytometri. Bildcytometrar fungerar genom att statiskt visualisera ett stort antal celler med hjälp av optisk mikroskopi. Före analysen färgas ofta cellerna för att öka kontrasterna, tydliggöra cellkärnan, urskilja döda celler från levande eller upptäcka specifika molekyler genom att märka dem med fluorokromer. Traditionellt observeras celler i en hemocytometer (Bürkerkammare) för att underlätta manuell räkning.[källa behövs]
Sedan digitalkameran introducerades under mitten av 90-talet har automatiseringsgraden för bildcytometrar ökat stadigt. Det har lett till utveckling av automatiserade bildcytometrar; allt från enkla cellräknare till sofistikerade system med högkapacitetsscreening.

### Flödescytometrar
Flödescytometrar analyserar cellerna enskilt med hjälp av flödesteknik. Cellerna karakteriseras optiskt eller genom att använda en elektrisk impedansmetod som kallas Coulterprincipen. För att upptäcka specifika molekyler under den optiska karakteriseringen färgas cellerna oftast med fluorokromer. Flödescytometrar ger vanligtvis mindre data jämfört med bildcytometrar men har betydligt högre kapacitet.[källa behövs]
På grund av de svårigheter som uppstod i början när mikroskopin automatiserades har flödescytometern varit den vanligaste cytometriska apparaten sedan mitten av 1950-talet.

### Cellsorterare
Cellsorterare är flödescytometrar som dessutom kan separera celler enligt deras egenskaper. Sorteringen utförs till exempel genom att använda en teknik som liknar den som används i bläckstråleskrivare där vätskeströmmen delas upp i små droppar med hjälp av mekanisk vibration. Dropparna får en elektronisk laddning i enlighet med cellens egenskaper inuti droppen. Beroende på dess laddning avleds dropparna till sist med hjälp av ett elektriskt fält till olika behållare.[källa behövs]

### Cytometrar med tidsupplöst mätning
En viktig egenskap hos cytometrar med tidsupplöst mätning är att de använder ljuskällor som inte genererar värme, till exempel lysdioder. Cytometrar med tidsupplöst mätning kan därmed placeras inuti en konventionell cellodlingsinkubator för att underlätta kontinuerlig observation av pågående cellulära processer utan att värme byggs upp inuti inkubatorn.

## Historia

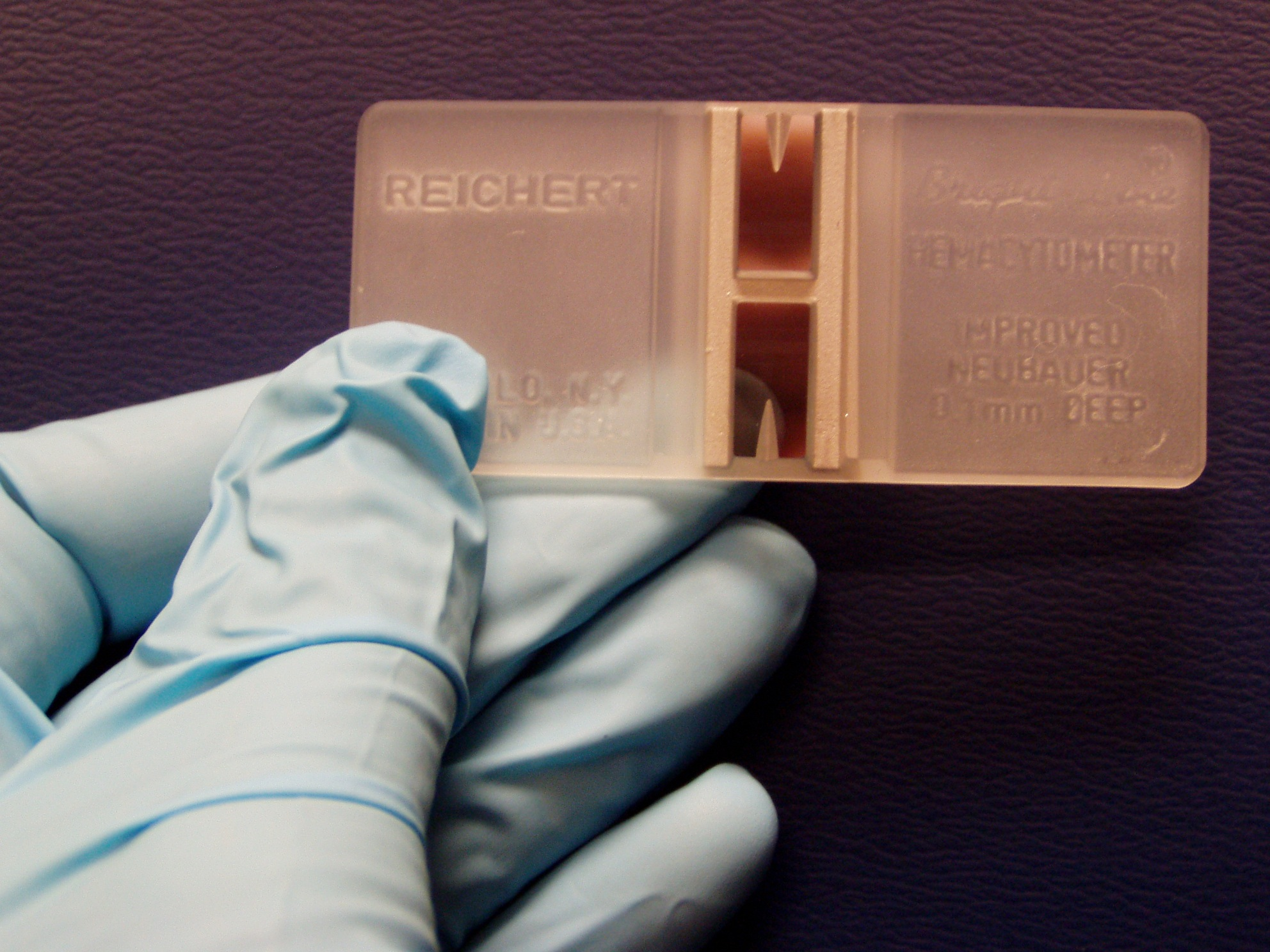
En hemocytometer.

### Hemocytometer
Cytometrins tidiga historia är nära förknippad med utvecklingen av blodkroppsräkning. Tack vare Karl von Vierordt, Louis-Charles Malassez, Karl Bürker och andra kunde blodkroppskoncentrationen mätas korrekt under slutet av 1800-talet genom att använda blodkroppsräknare, hemocytometer och optiska mikroskop.
Fram till 1950-talet användes hemocytometern som standardmetod för att räkna blodkroppar. Inom blodkroppsräkning har hemocytometrarna numera blivit ersatta av elektroniska cellräknare. Däremot används fortfarande hemocytometrar för att räkna celler i cellodlingslaboratorier. Processen att manuellt räkna celler med hjälp av mikroskop håller successivt på att ersättas av små automatiserade bildcytometrar.[källa behövs]

### Fluorescensmikroskop
År 1904 konstruerade Moritz von Rohr och August Köhler på Carl Zeiss i Jena det första ultravioletta mikroskopet. Mikroskopets syfte var att uppnå högre optisk upplösning genom att använda ljus med kortare våglängder än synligt ljus. De upplevde dock svårigheter med att använda autofluorescens när de observerade biologiskt material. Trots detta såg Köhler lyckligtvis fluorescensens potential. En filterteknik för fluorescensexcitationsljus utvecklades av Heinrich Lehmann på Zeiss år 1910 baserat på Robert Woods arbete. "Luminiscensmikroskopet" han utvecklade var bara det andra på marknaden efter det som Oskar Heimstädt utvecklade på egen hand. Han arbetade på C Reichert, Optische Werke AG i Wien som idag är en del av Leica Microsystems.

### Cytofotometri
I början av 1930-talet tillverkade flera firmor ultravioletta fluorescensmikroskop. Det var nu dags för cytometrin att gå ett steg vidare från den tidigare etablerade hemocytometern. Under den tiden utvecklade Torbjörn Caspersson, som jobbade på Karolinska Institutet i Stockholm, en serie av alltmer sofistikerade instrument som kallades cytofotometrar. De här instrumenten kombinerade ett fluorescensmikroskop med en spektrofotometer för att ange mängden nukleinsyror i celler och deras samband med celltillväxt och -funktion. Casperssons tidiga instrument framstår nu som otillräckliga och föråldrade. Dock fick även detta tidiga instrument resultat och väckte intresset hos andra forskare. En stor del av framstegen inom analytisk cytologi under 1940-talet och framåt gjordes av personer som hade emigrerat till Stockholm.

### Pulscytofotometri

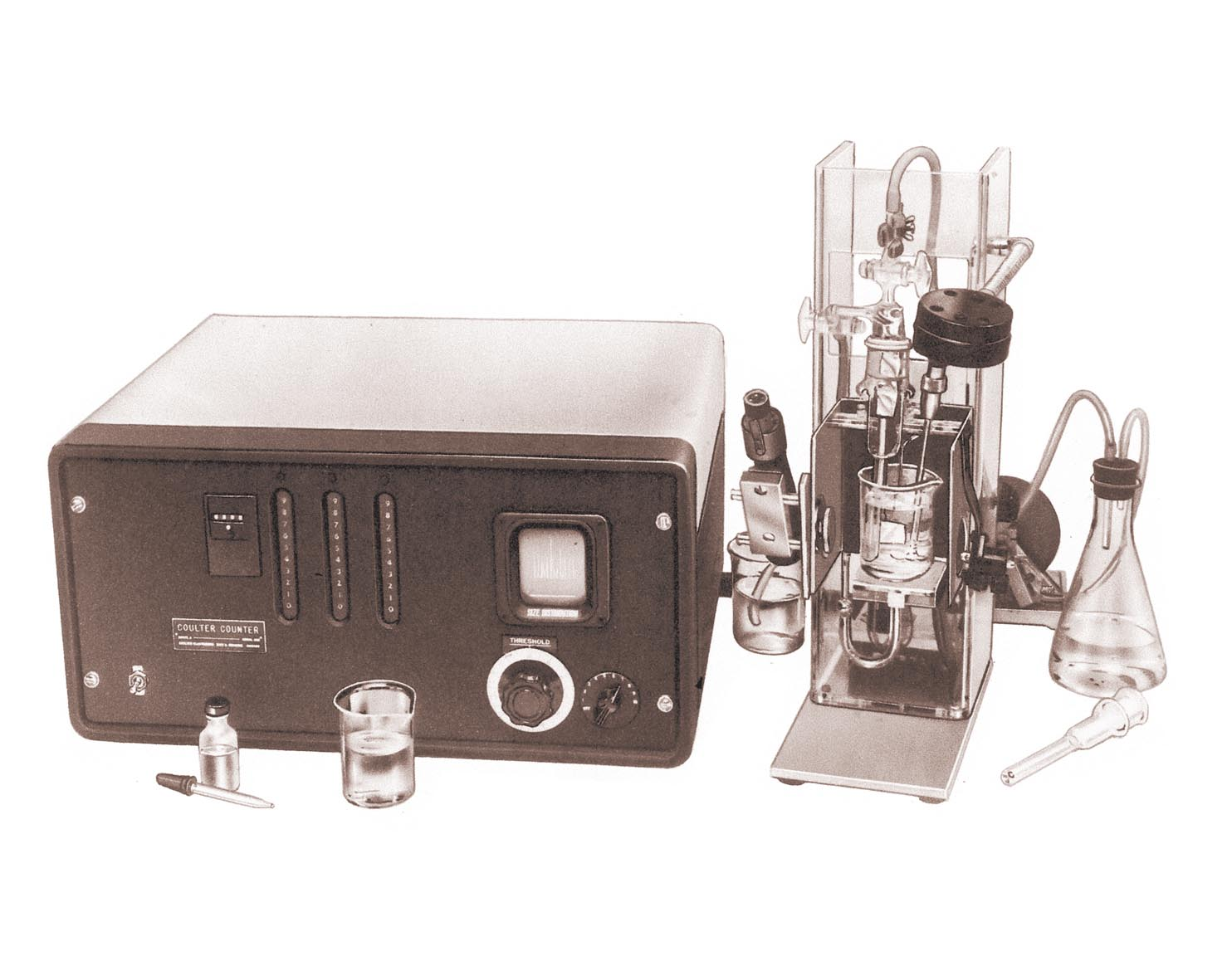
Modell A Coulterräknare – den första kommersiella flödescytometern.

De första försöken att automatisera cellräkning gjordes under andra världskriget. Gucker m.fl. konstruerade en apparat som upptäckte bakterier i aerosoler. Lagercrantz konstruerade en automatisk cellräknare baserad på mikroskopi och identifierade utmaningarna med att justera celler för individuell räkning med hjälp av mikroskopi, liksom Moldavan hade framlagt 1934. Joseph och Wallace Coulter kringgick dessa svårigheter genom att uppfinna principen att använda elektrisk impedans för att räkna och mäta mikroskopiska partiklar som svävar i vätska. Idag är principen känd som Coulterprincipen och användes i den automatiserade blodkroppsräknaren som Coulter Electronics lanserade år 1954. ”Coulterräknaren” var den första kommersiella flödescytometern.[källa behövs]
Under 1960-talet förbättrade Dittrich, Göhde och Kamentsky designen som Caspersson inledde 30 år tidigare. Dittrich och Göhdes pulscytofotometer konstruerades kring ett fluorescensmikroskop av Zeiss och kommersialiserades som ICP 11 av Partec GmbH år 1968. Kamentskys apparat kommersialiserades av Bio/Physics Systems Inc. under namnet Cytograph 1970. Dessa apparater kunde räkna celler likt den tidigare Coulterräknaren. Än viktigare var att de också kunde mäta cellulära egenskaper. Dessa tidiga cytofotometrar var dock baserade på mikroskopi.

### Flödescytometri
År 1953 utfärdade Crosland-Taylor ett misslyckat försök att räkna röda blodkroppar med hjälp av mikroskopi och löste då problemet med att justera celler genom att använda mantelflöde för att hydrodynamiskt fokusera cellerna. I slutet av 1960-talet konstruerade Van Dilla den första cytofotometern som inte var baserad på mikroskopi i Los Alamos nationallaboratorium. Han genomförde detta genom att kombinera Crosland-Taylors genombrott med de fluorescerande färgämnena som ursprungligen utvecklades för mikroskopin och ett laserbaserat fluorescerande detekteringssystem. Resultatet blev flödescytometern så som vi känner till den idag. Fulwyler, som också arbetade på Los Alamos, kombinerade Coulterprincipen med kontinuerlig bläckstråleteknik för att göra den första cellsorteraren år 1965.
År 1973 följde Steinkamp och hans team på Los Alamos upp med en fluorescensbaserad cellsorterare.
På en konferens anordnad av det amerikanska ingenjörsförbundet i Pensacola i Florida år 1978 ändrades namnet pulscytofotometri till flödescytometri, en term som snabbt blev populär. Vid den tidpunkten hade pulscytofotometrin utvecklats till den moderna formen av flödescytometri vars utveckling inleddes av Van Dilla tio år tidigare.[källa behövs]